# Adolf Beckerle

Adolf Beckerle, Porträtfoto aus dem Reichstags-Handbuch 1934

Adolf Heinz Beckerle (* 4. Februar 1902 in Frankfurt am Main; † 3. April 1976 ebenda) war in der Zeit des Nationalsozialismus als deutscher Gesandter in Sofia an der Deportation von Juden in den von Bulgarien im Zweiten Weltkrieg besetzten Gebieten beteiligt. Beckerle war ranghohes Mitglied der SA und Abgeordneter der NSDAP im Weimarer und nationalsozialistischen Reichstag.

## Leben

### Ausbildung und frühe politische Betätigung
Der Sohn des Post-Oberamtmanns Hans Beckerle und dessen Ehefrau Margarethe geborene Kammerer besuchte von 1908 bis 1921 die Volksschule und das Realgymnasium in Frankfurt und legte im März 1921 am dortigen Wöhlergymnasium das Abitur ab. An der Universität Frankfurt nahm er ein Studium der Volkswirtschaft, Wirtschaftswissenschaften und Philosophie auf, das er 1927 als Diplom-Volkswirt abschloss. Während des Studiums wurde er Mitglied der Landsmannschaft Frankonia im Coburger Convent. 1921 und 1922 war er neben dem Studium Zeitfreiwilliger bei der Reichswehr. Beckerle unterbrach sein Studium mehrfach: Von Mai 1925 bis Juni 1926 war er Offiziersanwärter der preußischen Schutzpolizei an der Polizeischule in Hannoversch Münden. Andere Unterbrechungen waren durch Auslandsreisen nach Nord- und Südamerika und Tätigkeiten in Banken, als Krankenpfleger sowie in kaufmännischen und industriellen Berufen bedingt.
1922 wurde Beckerle Mitglied im Verband nationalgesinnter Soldaten und im Bund Wiking. Am 29. August 1922 trat er kurzzeitig der NSDAP (Mitgliedsnr. 7197) bei. Nach Abschluss des Studiums trat Beckerle zum 1. September 1928 der neu gegründeten NSDAP (Mitgliedsnummer 80.983) und zudem der SA bei. Am 1. April 1929 übernahm Beckerle die Führung des SA-Sturms 68 in Frankfurt; vom 1. Januar 1930 bis zum 13. April 1932 leitete er als SA-Standartenführer die dortige SA-Standarte II. Von Juli 1931 bis April 1932 übernahm er zusätzlich die Führung der SA-Untergruppe Hessen-Nassau-Süd. Am 24. April 1932 wurde Beckerle für die NSDAP in den Preußischen Landtag gewählt, legte dieses Amt jedoch nieder, als er am 31. Juli des gleichen Jahres ein Mandat im Reichstag erhielt. Ein zuvor aufgenommenes Jurastudium brach er 1932 ab. Im Juli 1932 wurde Beckerle Gauführer des „NS-Reichsbundes für Leibesübungen“ in Hessen-Nassau.

### In der Zeit des Nationalsozialismus
Nach der „Machtergreifung“ der Nationalsozialisten wurde Beckerle am 1. März 1933 zum SA-Gruppenführer und am 9. November 1937 zum SA-Obergruppenführer befördert. Vom 1. Juli 1933 bis zum 31. Januar 1942 übernahm er die Führung der SA-Gruppe Hessen. Ab 14. September 1933 war er vertretungsweise Polizeipräsident von Frankfurt, von Februar 1934 bis Juni 1941 übernahm er diese Funktion endgültig. Im Zusammenhang mit dem „Röhm-Putsch“ im Juli 1934 wurde er als Polizeipräsident kurzzeitig seines Amtes enthoben. Am 27. Februar 1935 heiratete Beckerle Silke Edelmann.
Nach dem deutschen Überfall auf Polen übernahm Adolf Heinz Beckerle im Oktober und November 1939 die Funktion des Polizeipräsidenten im polnischen Łódź. 1939 und 1940 war er als Kriegsfreiwilliger an der Westfront, aus der Wehrmacht wurde er als Leutnant der Reserve entlassen.
Beckerle gehörte zusammen mit Hanns Ludin und Manfred von Killinger zu einer Gruppe höherer SA-Führer, die nach der Kritik Hitlers an den deutschen Berufsdiplomaten in den südosteuropäischen Ländern von Außenminister Ribbentrop dort als neue Gesandte eingesetzt wurden. Diese „SA-Diplomaten“ dienten zugleich als Gegengewicht zu den dortigen Ambitionen des Reichsführers der SS, Heinrich Himmler. Von seinen Funktionen in Frankfurt wurde Beckerle im Februar 1941 urlaubsbedingt entbunden.
Ab 28. Juni 1941 war er Deutscher Gesandter in Sofia. In dieser Funktion musste er gegenüber dem Auswärtigen Amt immer wieder rechtfertigen, warum er nicht in der Lage war, Bulgarien „auf die deutsche Linie“ zu bringen. Resignierend antwortete er, dass Bulgarien wegen seiner ethnischen Verwandtschaft nicht für eine Teilnahme am Russlandfeldzug zu gewinnen sei. Auch hatte Bulgarien eine Kriegserklärung gegenüber der Sowjetunion stets vermieden. Wohl erklärte die UdSSR dann kurz vor ihrem Einmarsch im September 1944 ihrerseits Bulgarien den Krieg. Nach der zaudernden Haltung Bulgariens in der „Judenpolitik“ befragt, bekräftigte Beckerle sinngemäß, die Bulgaren hätten aufgrund ihrer Mentalität kein Verständnis für Antisemitismus.
Laut Ermittlungen der deutschen Nachkriegsjustiz war Beckerle „maßgeblich“ beteiligt an der Deportation und Ermordung von etwa 11.000 Juden, für die aber unmittelbar die SS verantwortlich war: In Vernichtungslager deportiert wurden Juden aus Makedonien und Thrakien, Gebiete, die Bulgarien 1941 annektiert hatte.

### Nach Kriegsende
Am 18. September 1944 wurde Beckerle von der Roten Armee in Swilengrad im Süden Bulgariens gefangen genommen. Beckerle wurde von einem sowjetischen Militärgericht nach Ukas  43 wegen seiner Verbrechen zu 25 Jahren Zwangsarbeit verurteilt. Während seiner Gefangenschaft wurde Beckerle von der Zentralspruchkammer in Hessen am 22. März 1950 in der Entnazifizierung als „Hauptschuldiger“ eingestuft. Am 13. Oktober 1955 gehörte er zu den letzten deutschen Strafgefangenen, deren Freilassung zuvor bei einem Besuch Konrad Adenauers in Moskau vereinbart worden war, und erhielt eine Entschädigung von 5600 DM. von 1956 bis 1966 war er als Prokurist in Neu-Isenburg tätig. Im November 1966 wurde Beckerle wegen seiner Beteiligung an den Judendeportationen verhaftet. Im Prozess gegen Beckerle vor dem Frankfurter Schwurgericht ging es um die Verschleppung und Ermordung von 11.343 Juden in den von Bulgarien seit 1941 besetzten Gebieten Makedonien und Thrakien (Landschaft). Beckerles Verteidiger forderte mehrfach die Vorladung des damaligen Bundeskanzlers Kurt Georg Kiesinger. Das Verfahren gegen Beckerle wurde am 27. Juni 1968 eingestellt, da dieser krankheitsbedingt verhandlungsunfähig war. Das Verfahren gegen den Mitangeklagten ehemaligen Legationsrat im Auswärtigen Amt Fritz Gebhardt von Hahn wurde hingegen fortgesetzt, und endete am 18. August 1968 mit dessen Schuldspruch und einer Verurteilung zu acht Jahren Haft.